# Кріплення гірничих виробок (процес)
Кріплення гірничих виробок — виробничий процес зведення у підземних гірничих виробках споруд, що запобігають обвалюванню та здиманню навколишніх порід, дають змогу сприймати гірничий тиск і забезпечують функціонування гірничих виробок.
Зведення постійного кріплення є найбільш відповідальним і трудомістким процесом при проведенні виробок. У загальних витратах праці і часу у прохідницькому циклі процес кріплення займає 30—60 % в залежності від технології і способів механізації прохідницьких робіт.
Найменший рівень механізації встановлення кріплення в умовах вугільних шахт спостерігається при використанні металевого рамного податливого кріплення.